# Неллі Адалеса Браун
Неллі Адалеса Браун (англ. Nellie Adalesa Brown; 1876—1956) — американська вчена-ботанік та державна дослідниця. Значна частина її досліджень була зосереджена на патології рослин. Під час роботи з Чарлзом Орріном Таунсендом та  Агнес Квірк в якості асистентів Ервіна Фрінка Сміта, у 1907 році Браун та її колеги описали «Agrobacterium tumefaciens», організм, відповідальний за виникнення хвороби рослин корончастий галл.

## Життя та кар'єра
У 1901 році Браун закінчила Університет Мічигану, де вивчала ботаніку. Під час аспірантури у Каліфорнійському університеті Браун стала членом Ботанічного клубу Нью-Йорка (англ. Torrey Botanical Society). Після 5 років викладання природничих наук у середніх школах Мічигану та Флориди, Браун у період з 1906 по 1910 рік працювала науковим дослідником у галузі патології рослин у Бюро рослинництва Міністерства сільського господарства США.
З 1910 по 1925 рік Неллі Браун була призначена помічником фітопатолога  та виступила як другий автор двох великих досліджень корончастих галлів у рослинах, проведених Ервіном Фрінком Смітом у 1911 та 1912 роках. З 1915 по 1918 рік вона почала вивчати бактеріальні захворювання салату, і опублікувала дослідження під своїм іменем. У 1924 році вона досліджувала стовбурову пухлину яблуні, яку відрізнила від корончастого галла.
У середині двадцятих років Неллі Браун була підвищена до асоційованого дослідника-фітопатолога, і займала цю посаду до виходу на пенсію у 1941 році.